# ردفیلد، تگزاس
ردفیلد (به انگلیسی: Redfield) یک منطقهٔ مسکونی در ایالات متحده آمریکا است که در تگزاس واقع شده‌است. ردفیلد ۴٫۴ کیلومتر مربع مساحت و ۴۴۱ نفر جمعیت دارد.